# Páginas preliminares
Páginas preliminares são as páginas que antecedem ao texto em uma obra: folha de rosto, título, frontispício, página de título especial e parcial, dedicatória, introdução, prefácio, lista de conteúdo, lista de ilustrações.